# Rodney Newton
Rodney Stephen Newton, né le 31 juillet 1945 à Birmingham, est un chef d'orchestre et compositeur britannique.

## Œuvres
- Symphonie no 1 (1967–1969)
- Symphonie no 2
- Symphonie no 3 (1974)
- Symphonie no 4 (1975)
- Distant Nebulae (1979)
- Nocturnale (2010), concerto pour percussion

## Discographie
- Symphonies nos 1 et 4, Distant Nebulae - Orquesta Filarmónica de Málaga, dir. Paul Mann (18–22 septembre 2017, Toccata Classics)